# Comisión de Crímenes de Guerra de las Naciones Unidas
La Comisión de Crímenes de Guerra de las Naciones Unidas —United Nations War Crimes Commission, en inglés; conocida inicialmente como Comisión de las Naciones Unidas para la Investigación de los Crímenes de Guerra (United Nations Commission for the Investigation of War Crimes, en inglés)— fue una comisión de las Naciones Unidas que investigó las acusaciones de crímenes de guerra supuestamente cometidos por la Alemania nazi y el resto de potencias del Eje durante la Segunda Guerra Mundial.
La comisión comenzó a trabajar a instancias del Gobierno británico y otros diecisiete Aliados en 1943, antes de la creación formal de las propias Naciones Unidas, acaecida en octubre de 1945. La Unión Soviética fue la única gran potencia que no acudió a la reunión. El lord canciller John Simon anunció su creación ante la Cámara de los Lores el 7 de octubre de 1942:

La propuesta consiste en crear, con la menor demora posible, una Comisión de las Naciones Unidas para la Investigación de los Crímenes de Guerra. Esta se compondrá de nacionales de las Naciones Unidas, elegidos por sus respectivos gobiernos. La comisión investigará los crímenes de guerra cometidos contra los ciudadanos de las Naciones Unidas; grabará los testimonios disponibles e informará, de tanto en tanto, a los gobiernos de aquellas naciones que parezcan haber cometido uno de esos crímenes, nombrando e identificando, siempre que sea posible, a las personas responsables. La comisión habrá de centrar su atención en particular en las atrocidades cometidas con organización. También habrán de incluirse las atrocidades perpetradas por o bajo las órdenes de Alemania en la Francia ocupada. La investigación abordará los crímenes de guerra y a los delincuentes sin importar su rango, y el objetivo será reunir material, apoyado, cuando sea posible, por declaraciones u otros materiales, para  demostrar tales crímenes, especialmente cuando hayan sido perpetrados sistemáticamente, y para identificar y poner nombre a sus responsables.
Parte del discurso de John Simon ante la cámara.

Los Estados Unidos emitieron una declaración similar.
Una de las tareas de la comisión consistía en recabar pruebas de los crímenes de guerra para poder después arrestar y someter a un juicio justo a los supuestos criminales del Eje. De acuerdo con las propias Naciones Unidas, sus objetivos eran los siguientes:

1. Recabar, investigar y registrar pruebas de crímenes de guerra, identificando, cuando fuera posible, a los individuales responsables.
2. Informar a los gobiernos de los casos en los que el material disponible pareciera desvelar, prima facie, un caso.
3. Actuar como un comité de expertos legales encargado de aconsejar a los gobiernos involucrados en lo relativo a cuestiones de índole técnica, como el tipo de tribunales que se hubieran de emplear en el juicio de los criminales de guerra, la ley a aplicar, el procedimiento a adoptar y las normas a seguir en lo relativo a las pruebas.

Sin embargo, la comisión no tenía poder para perseguir judicialmente a los criminales. Por ello, tuvo que limitarse a brindar la lista a los miembros de las Naciones Unidas. Estos pudieron después crear tribunales, como los que operaron durante los Juicios de Núremberg y el Tribunal Penal Militar Internacional para el Lejano Oriente. Robert Alderson Wright dirigió la comisión, que, tras operar desde 1943 hasta 1948, se disolvió en 1949.